# Гвадалупе ел Гранде, Гвадалупе (Саварипа)
Гвадалупе ел Гранде, Гвадалупе (шп. Guadalupe el Grande, Guadalupe) насеље је у Мексику у савезној држави Сонора у општини Саварипа. Насеље се налази на надморској висини од 720 м.

## Становништво
Према подацима из 2010. године у насељу су живела 4 становника.

### Хронологија
| Година       | 2000         | 2005        | 2010 |
| ------------ | ------------ | ----------- | ---- |
| Становништво | 49 (29 / 20) | 14 (10 / 4) | 4    |

### Попис
| # | Индикатор                     | Вредност |
| - | ----------------------------- | -------- |
| 1 | Укупно домаћинстава           | 9        |
| 2 | Укупно насељених домаћинстава | 2        |
| 3 | Величина локације             | 1        |